# Museu Memorial de la Pau d'Hiroshima
El Museu de la Pau és un museu d'Hiroshima, Japó, situat a prop del Parc Commemoratiu de la Pau d'Hiroshima.

## Història
Fundat en el 1955, el museu, projectat per Kenzō Tange, va néixer per recordar la tragèdia ocorreguda a la ciutat d'Hiroshima deu anys abans, els Bombardejos atòmics d'Hiroshima i Nagasaki que van fer els Estats Units d'Amèrica al final de la Segona Guerra Mundial. En el gener del 2013 el responsable del museu, Koichiro Maeda, va trobar la primera foto de la deflagració atòmica a l'escola elemental Honkawa d'Hiroshima, que fins aquell moment es desconeixia.

## La mostra permanent
El museu compta amb dos edificis; l'edifici principal està dedicat a explicar com va transcórrer el dia en què va caure la bomba sobre la ciutat i les seves conseqüències. A l'anomenat edifici de l'Est, la primera planta acull una exposició sobre Hiroshima abans de l'explosió, i les plantes segona i tercera estan dedicades a contextualitzar l'era nuclear i a explicar els diversos moviments pacifistes sorgits en contra de l'armament atòmic. També hi ha un espai reservat a Sadako Sasaki, una nena víctima de les radiacions.